# Der Freitag
Der Freitag (divendres en alemany) és un setmanari alemany fundat el 1946 de la fusió del diari de Berlín Est Sonntagszeitung i del diari d'alemanya de l'est Volkszeitung. D'ençà el 2009 s'ha focalitzat més en temes de dbat i opinió. Té acords de publicació conjunta d'articles amb els diari The Guardian i The Observer. La seva línia editorial és d'esquerra liberal (basat en la igualtat de drets, la internacionalització i una societat liberal). Amb una tirada d'uns 13.000 exemplars.